# Dorothy Thompson
Dorothy Thopmson (Lancaster (Nueva York), 9 de julio de 1893-Lisboa, 30 de enero de 1961) fue una periodista y feminista estadounidense.
Hija de un ministro metodista, estudió en el Lewis Institute de Chicago y en la Universidad de Siracusa, donde se graduó y donde tomó parte en el movimiento sufragista.
Se trasladó a Europa para promover el periodismo femenino orientado al servicio de la mujer. Como periodista, se hizo famosa por haber conseguido una entrevista con la emperatriz Zita de Austria tras el intento fallido del emperador Carlos de recuperar el trono en 1925.
En 1925 fue nombrada corresponsal en Berlín por el New York Evening Post y el Philadelphia Ledger, y a finales de 1931 consiguió entrevistar a Adolf Hitler. Pero a consecuencia de sus críticas al régimen nazi fue expulsada de Alemania en el verano de 1934, el primer periodista extranjero expulsado del país.
En 1936 comenzó a publicar una columna en el New York Herald Tribune, On the Record, que alcanzó una enorme popularidad, publicándose sindicadamente en otros 170 medios. entre 1941 y 1958. También realizó emisiones radiofónicas y su columna mensual en Ladies’ Home Journal se publicó desde 1937 hasta su fallecimiento.
Casó con el escritor Sinclair Lewis en Londres en 1928, divorciándose en 1942. Antes había estado casada con el también escritor Josef Bard (de 1922 a 1927) y posteriormente lo estuvo con el artista Maxim Kopf, desde 1943 hasta el fallecimiento de ella.
Presidió el PEN Club de 1936 a 1940. Feminista y partidaria de la incorporación de la mujer al periodismo, apoyaba las actividades que situaban a la mujer como sujeto de la actividad informativa.